# Pseudoblothrus ljovuschkini
Pseudoblothrus ljovuschkini är en spindeldjursart som beskrevs av Krumpál 1984. Pseudoblothrus ljovuschkini ingår i släktet Pseudoblothrus och familjen spinnklokrypare. Inga underarter finns listade i Catalogue of Life.